# Teatro San Prospero
Il Teatro San Prospero è oggi l'unica sala a gestione privata con programmazione professionale nella città di Reggio Emilia, integrando e completando la programmazione complessiva cittadina con i più grandi teatri pubblici teatro Valli e teatro Ariosto, Teatro Cavallerizza

## Storia
La sala nasce nel dopoguerra come cinema parrocchiale, con programmazione prettamente per famiglie. Negli anni '70 inizia la svolta che la porterà a trasformarsi in teatro, con la costituzione di una compagnia amatoriale dialettale, formata da giovani reggiani, denominata Compagnia di via Guidelli. Dal 1977 al 1985 sotto la direzione di Maria Grazia Busani la stessa compagnia virerà sulla messa in scena di testi classici, sia del repertorio italiano che internazionale, ma sarà nel 1986 che il teatro si aprirà per la prima volta ai professionisti, con la direzione di Alberto Cottafavi. La stessa compagnia di via Guidelli si trasformerà in soggetto professionale, mutando etichetta in " Compagnia Nuovo Teatro San Prospero". La svolta del teatro, in termini di espansione e di impatto sul territorio, avverrà però molto più avanti, a partire dal 2015, quando ad assumere la direzione del teatro sarà l'attore e regista Matteo Bartoli, che aprirà le porte del San Prospero non solo alla città e agli artisti che la rendono viva, ma ad una platea nazionale e internazionale. Oggi il Teatro San Prospero è un contenitore culturale e di grande rilevanza sociale, diventando punto di riferimento per migliaia di persone.

## Attività teatrale
Il Teatro sotto la guida di Matteo Bartoli e dell'Associazione On Art propone oggi stagioni di prosa professionali, mantenendo anche un cartellone dialettale, per gli amanti del genere e per non recidere le radici con un passato popolare comunque importante, ma si apre anche alle famiglie, con proposte continuative di teatro per ragazzi. Inoltre è sede di laboratori di formazione e corsi di teatro in varie discipline, compreso il musical, rivolgendosi alle diverse fasce di età, partendo dai ragazzi fino ad arrivare agli adulti e anche in questo caso rivolgendo offerte diversificate per interessi, dai dilettanti a chi intende intraprendere un percorso che porti al professionismo. Inoltre il San Prospero apre i propri spazi ai principali festival ed eventi ospitati dalla città di Reggio Emilia